# Sahilceylan, Fethiye
Sahilceylan là một xã thuộc huyện Fethiye, tỉnh Muğla, Thổ Nhĩ Kỳ. Dân số thời điểm năm 2011 là 903 người.